# Summit Camp
Summit Camp også kaldet Summit Station er en forskningsstation på toppen af Grønlands indlandsis, der er beboet hele året rundt. De præcise koordinater varierer, da isen, som den ligger på, flytter sig. De angivne koordinater er fra juli 2009. Forskningsstationen ligger 3216 moh. Den er typisk befolket af fem personer om vinteren og maksimalt 38 personer om sommeren. Forskningsstationen bliver drevet af det amerikanske CH2M HILL Polar Services med støtte fra den amerikanske National Science Foundation. Det kræver en tilladelse fra Dansk Polarcenter under Grønlands Landsting at besøge stationen.
72°34′46.50″N 38°27′33.07″V / 72.5795833°N 38.4591861°V